# Villanueva (Miño)
Vilanova  o San Xoán de Vilanova es una parroquia del municipio de Miño, en la provincia de La Coruña, Galicia, España.
La iglesia de San Xoán de Vilanova es un ejemplo de arquitectura románica (siglo XI).

## Entidades de población
Entidades de población que forman parte de la parroquia:
- A Agra
- A Fonte
- A Avesada
- Buíña
- Graña (A Graña)
- Hombre (Ombre)
- Modia (A Modia)
- O Andel
- O Apeadeiro
- O Couto
- O Gonzalvo
- O Outeiro
- Os Currás
- O Souto
- Picota (A Picota)
- Valgote (O Valgote)
- Vilanova (San Xoán)
- Xario

## Demografía
| Gráfica de evolución demográfica de Villanueva entre 2000 y 2019 |
|                                                                  |
| Población de derecho según el padrón municipal del INE           |